# Michael Burawoy
 (mars 2012).
Si vous disposez d'ouvrages ou d'articles de référence ou si vous connaissez des sites web de qualité traitant du thème abordé ici, merci de compléter l'article en donnant les références utiles à sa vérifiabilité et en les liant à la section « Notes et références ».
Michael Burawoy, né en Angleterre le 15 juin 1947 et mort le 3 février 2025 à Oakland (Californie), est un sociologue du travail britannique.

## Biographie

### Carrière
Après avoir obtenu une licence à l'université de Cambridge et un master à l'université de Zambie, il soutient une thèse de doctorat à l’université de Chicago. Cependant, son orientation résolument marxiste le démarque clairement des autres chercheurs qui y ont été formés.
Burawoy a été président de l’Association américaine de sociologie en 2004, et a été nommé président de l’Association internationale de sociologie pour la période 2010-2014. Au moment de sa mort il travaille à l'université de Californie à Berkeley.

### Décès
Michael Burawoy meurt le 3 février 2025, à l’âge de 77 ans, renversé par un chauffard en traversant la rue.

## Œuvres
Michael Burawoy conduit des enquêtes sur le travail et le capitalisme, à partir d'études ethnographiques dans plusieurs pays.
Dans son premier travail, mené à partir de statistiques officielles et d'une immersion dans le quotidien des mineurs de cuivre zambiens, il montre comment la décolonisation politique est contrecarrée par les rapports sociaux au travail. Ces derniers accordent une place prééminente aux salariés blancs et orientent la rancœur des mineurs noirs vers leurs nouveaux supérieurs noirs.
En France, Michael Burawoy est surtout connu pour son livre Produire le consentement (1979), tiré de sa thèse. Les données empiriques sont fondées sur une étude ethnographique réalisée dans la banlieue de Chicago, au sein de la même entreprise que celle étudiée par Donald Roy, ce qui permet à l’auteur de documenter clairement les changements observables entre les deux périodes. L’objectif de Burawoy est triple. En réponse à Braverman, il cherche à étudier la dimension subjective du processus de contrôle du travail, c’est-à-dire la manière dont les ouvriers vivent les conditions de travail auxquelles ils font face. En réponse à Gramsci, il souhaite montrer que la manufacture du consentement ne se fait pas uniquement par l’hégémonie culturelle, mais aussi sur le lieu de travail. Enfin, en réponse à Roy, il montre que les « jeux » dans lesquels les ouvriers s’engagent, et bien que ces derniers aient le sentiment de prendre leur revanche sur leur hiérarchie en reprenant le contrôle du rythme de leur effort, vont au contraire dans le sens des intérêts des capitalistes et sont accompagnés par le management : l’organisation du travail et les mécanismes du contrôle sont ainsi faits que les travailleurs vont dans le sens des intérêts dominants, même lorsqu’ils pensent pouvoir s’en extraire.
Burawoy a été critiqué pour avoir complètement occulté la dimension idéologique de son analyse. Il cherchera à compléter ce manque dans des ouvrages ultérieurs (voir notamment The Politics of Production et The Radiant Past, non traduits en français), fondés notamment sur une comparaison entre le travail ouvrier aux États-Unis et en Hongrie. Ils soulignent notamment le renforcement d'un despotisme capitaliste, de moins en moins soucieux de produire le consentement des travailleurs, maintenant que la mobilité transfrontalière du capital permet de rétablir des formes de chantage direct. En outre, ils expliquent la contribution des rapports sociaux de travail à l'effondrement des pays du bloc de l'Est, où l'idéologie proclamée en entreprise se heurtait manifestement aux conditions réelles de son exercice. Pourtant, les conséquences sociales d'une telle transformation ne pèsent que sur les salariés, car la classe bureaucratique utilise la période de transition pour se reconvertir en classe de managers privés et abandonne la production à des rapports anarchiques, comme il le montre dans ses travaux ethnographiques dans l'industrie russe.
Burawoy a également apporté une contribution importante aux méthodes ethnographiques, avec sa proposition "d'étude de cas élargie". Cette démarche inscrit l'ethnographie dans une perspective historique, réflexive et comparée. Elle vise à produire des résultats scientifiques par une méthode qui interdit la reproductibilité, la représentativité et la neutralité.
Burawoy est aujourd’hui reconnu comme promoteur important d’une sociologie radicale et réflexive, fondée sur l’observation ethnographique et informée par une pensée critique. Il défend également une sociologie dite "publique" (extra-universitaire et réflexive), par opposition à la sociologie "critique" (intra-universitaire et réflexive), experte (extra-universitaire et instrumentale) ou académique (intra-universitaire et instrumentale).

## Publications

### en anglais
- The Colour of Class on the Copper Mines: From African Advancement to Zambianization. Manchester: Manchester University Press, 1972
- Manufacturing Consent: Changes in the Labor Process Under Monopoly Capitalism. Chicago: University of Chicago Press, 1979
- The Politics of Production: Factory Regimes Under Capitalism and Socialism. London: Verso, 1985
- The Radiant Past: Ideology and Reality in Hungary's Road to Capitalism. Chicago: University of Chicago Press, 1992 (avec János Lukács)
- The Extended Case Method: Four Countries, Four Decades, Four Great Transformations, and One Theoretical Tradition (University of California Press), 2009

### Œuvres traduites en français
- Produire le consentement [« Manufacturing Consent: Changes in the Labor Process Under Monopoly Capitalism »] (trad. de l'anglais), Montreuil, La Ville Brûle, 2015, 303 p. (ISBN 978-2-36012-034-5)
- Conversations avec Bourdieu, traduction et introduction par Juan Sebastian Carbonell, Aurore Koechlin, Ugo Palheta, Anton Perdoncin et Quentin Ravelli, Paris, Éditions Amsterdam, 2019, 280 p.  (ISBN 978-2-35480-191-5)